# Су Анасы
Су Анасы (тат. Су Анасы — «Мать воды», «Водяная» или «Хозяйка воды») — один из ключевых персонажей татарской мифологии, дух-покровительница водоёмов. Входит в пантеон традиционных татарских духов, связанных с природными стихиями. Аналогична славянской русалке и мифологическим водяным существам других тюркских народов.

## Происхождение и роль в мифологии
Су Анасы относится к категории ияләр (тат. ия — «хозяин», дух-покровитель места). В традиционных верованиях казанских татар, мишарей и сибирских татар она считается хранительницей рек, озёр и родников. Её образ восходит к древнетюркским культам воды, которые были особенно значимы в кочевой и земледельческой культуре.
Вода в татарской мифологии сакральна: она даёт жизнь, но может и забрать её. Поэтому Су Анасы — двойственный персонаж: она может как помогать людям, так и наказывать их за непочтительное отношение.

## Внешность и характер
Су Анасы чаще всего описывается как:
- Красивая женщина с длинными зелёными или чёрными волосами, иногда с рыбьим хвостом.
- Старуха с седыми волосами и холодными глазами, живущая в глубинах.
- Невидимая сила, которая лишь шумит в воде или смеётся по ночам.

Она заманивает людей в воду, особенно тех, кто купается в неурочное время (после заката или в полдень). В некоторых сказаниях она влюбляется в молодых парней и утаскивает их в подводное царство.

## Поверья и обряды

### Опасность и защита
- Су Анасы особенно активна в Июньские ночи (период летнего солнцестояния).
- Чтобы не стать её жертвой, татары бросали в воду хлеб, монеты или лоскуты ткани — «плату» за безопасное купание.
- Перед тем как войти в воду, произносили: «Су Анасы, рәхим итегез!» («Водяная мать, будьте милостивы!»).

### Су Анасы и хозяйственная жизнь
- Рыбаки оставляли для неё часть улова, чтобы она не путала сети.
- Если река мелела, проводили обряд «Су кызыту» («Воду согреть») — бросали в воду горячие угли, чтобы «разбудить» Су Анасы и вернуть воду.

### В колыбельных и запретах
- Детей предупреждали: «Кичке суга барма! Су Анасы алыр!» («Не ходи к воде вечером, Су Анасы утащит!»).
- В колыбельных её образ использовали как «страшилку», чтобы дети не подходили к воде без взрослых.

## Су Анасы в татарской культуре

### В фольклоре
- В сказках она часто испытывает героя: помогает, если он вежлив, и губит, если он жадный или грубый.
- В легендах она может вступать в брак с человеком, но такие союзы всегда трагичны.

### В литературе
- Габдулла Тукай в стихах упоминал её как таинственную силу природы.
- В современной татарской литературе её образ переосмысливается — например, как символ экологического баланса.

### Современные интерпретации
- В Татарстане её образ используется в мультфильмах и театральных постановках.
- В Казани существует фонтан «Су Анасы», изображающий её в виде девушки с кувшином.